# Loturi (okręg Botoszany)
Loturi – wieś w Rumunii, w okręgu Botoszany, w gminie Manoleasa. W 2011 roku liczyła 312 mieszkańców.